# Raoul Tracol
Pour les articles homonymes, voir Tracol.
Raoul Tracol, né le 29 janvier 1900 à Satillieu (Ardèche) et mort le 12 mai 1979 à Tassin-la-Demi-Lune (Rhône), est un homme politique français.

## Biographie
Issu d'une famille de la bourgeoisie catholique du Vivarais, Raoul Tracol prend, en 1927, la suite de son père, décédé, comme huissier de justice à Satillieu.
Mobilisé en 1939, il est rendu à la vie civile après l'armistice et reprend ses activités professionnelles.
Bien que n'ayant eu aucune activité de résistance, il défend les positions gaullistes et c'est en se présentant dans cette mouvance qu'il est élu maire de Satillieu en 1945, puis conseiller général de l'Ardèche, dans le canton de Satillieu, la même année.
Plus conservateur que réellement gaulliste, il n'adhère pas au Rassemblement du Peuple Français, et se rapproche de Paul Ribeyre, député de l'Ardèche et animateur, avec Paul Antier, du petit Parti Paysan d'Union Sociale, qui s'allie avec le CNI en 1951.
Cette même année, il est troisième sur la liste que celui-ci mène dans l'Ardèche pour les élections législatives. Grâce à un très bon score (41,5 %) et un très large apparentement (avec la SFIO, le MRP, et une liste de défense des contribuables), le CNI obtient la totalité des quatre sièges en jeu, et Raoul Tracol est élu député.
Il siège alors au groupe du Centre républicain d’action paysanne et sociale et des démocrates indépendants, qui devient en 1952 le groupe « Indépendants et paysans ». Dans les débats qui animent les élus du parti paysan, et qui opposent ceux qui, derrière Paul Antier, souhaitent conserver une autonomie, et ceux qui, avec Camille Laurens et Roger Duchet, veulent une fusion en bonne et due forme avec le CNI, Tracol défend les positions des seconds.
Son travail parlementaire est en revanche très faible : il n'intervient pas en tribune, ne dépose aucun texte, pendant les cinq ans de la législature.
En 1955, il quitte le conseil général.
Rétrogradé en quatrième place de la liste de Ribeyre en 1956, du fait de l'accord avec les républicains sociaux et les gaullistes pour présenter une liste unique, il n'est pas réélu député, et ce d'autant plus que le CNI n'a que deux élus.
Après cette date, Raoul Tracol ne consacre exclusivement à son mandat de maire, qu'il abandonne cependant en 1965.
A la fin des années 1970, il s'installe à Tassin-la-Demi-Lune, où réside sa fille, militante et future élue locale RPR, qui avait épousé Luc Plantevin, appartenant à la famille d'un autre ancien député de l'Ardèche, Victor Plantevin.

## Détail des fonctions et des mandats
Mandat parlementaire
- 17 juin 1951 - 1er décembre 1955 : Député de l'Ardèche